# Robert R. Livingston
Robert R. Livingston (født 27. november 1746, død 26. februar 1813) var delegeret til staten New Yorks lovgivende forsamling og medlem af den Fem-mands Komite, som udarbejdede udkastet til USA's Uafhængighedserklæring. Senere var han også udenrigsminister i USA og USA's ambassadør i Frankrig i forbindelse med Louisiana-købet. Han var desuden godsejer, opfinder og forretningsmand, og kom fra en af USA's mest velstående og indflydelsesrige familier.

## Familieforhold
Robert R. Livingston var den ældste søn af Dommer ved USA's Højesteret Robert Livingston og Margaret Beekman Livingston. Han havde ni søskende, blandt andre politikeren Edward Livingston. Alle hans søskende blev gift og slog sig nede i nærheden af familiens hjem, Clermont Manor, i byen Clermont ved Hudsonfloden. Selv blev han i 1770 gift med Mary Stevens, og byggede et gods, Belvedere, syd for Clermont Manor. Dette gods blev nedbrændt af den britiske hær i 1777. I 1794 opførte Livingston et nyt gods, New Clermont. Senere blev dette gods omdøbt til Arryl House (Livingstons initialer RRL stavet fonetisk). Dette gods blev kendt som det mest rummelige hjem i USA og indeholdt blandt andet et bibliotek med over 4.000 bind. Senere, efter sin tid i Frankrig byggede Livingngston et orangeri ved godset.

## Politisk karriere
Livingston fik sin uddannelse fra King's College, en forgænger for det nuværende Columbia University i New York City. Under sine studier mødte han John Jay, der senere skulle blive USA's første højesteretspræsident. I 1765 blev han færdig som jurist, og han blev assistent hos sin fars fætter, den senere guvernør over New Jersey, William Livingston. 1773 etablerede han sig som selvstændig advokat sammen med John Jay som dog senere skulle blive hans politiske modstander. Allerede i samme år forlod han praksisen da han af den engelske regering blev udnævnt til ansvarlig for kolonien New Yorks arkiver. Stillingen havde han dog kun meget kort, da hans politiske overbevisning om at kolonierne skulle være selvstændige, "tvang" ham til at opgive embedet. Allerede i 1765 var han impliceret i det såkaldte Stamp Act oprør, og dette var med til at gøre ham politisk aktiv, og han var delegeret ved den såkaldte Stamp Act kongres. Senere blev han muligvis involveret i organisationen Sons of Liberty..
I 1775 til 1777 var han medlem af New Yorks Provinsielle Kongres, og han blev udvalgt til at repræsentere staten i Den anden kontinentale Kongres i samme periode. Der blev han et af de 5 medlemmer af Fem-mands Komiteen, en gruppe, som skulle komme med et udkast til USA's Uafhængighedserklæring. Han bidrog ikke til udkastet, men accepterede det forslag, som resten af gruppen fremlagde. Han var med til at præsentere forslaget for kongressen, men inden det kunne vedtages, hjemkaldte staten New York ham fra kongressen, for at han kunne deltage i den lokale 4. provinsielle kongres, og han står derfor ikke som medunderskriver af erklæringen. De øvrige medlemmer af komiteen var Thomas Jefferson, Benjamin Franklin, John Adams og Roger Sherman. I 1779 til 1780 var han igen medlem af kongressen. Her blev han medlem af "nationalisterne", en gruppe som omfattede Robert Morrris, Benjamin Franklin, James Madison og Alexander Hamilton.
Livingston blev øverste dommer i Kanslerretten (Chancery Court), og som sådan blev han udnævnt til kansler i staten New York, en post han bestred frem til 1801. Resten af sit liv var han kendt som "Chancellor Livingston". I årene efter udnævnelsen koncentrerede han sig om sin "hobby", opfindelser, specielt inden for landbrugsområdet, samtidigt med at han passede kanslerjobbet. I denne periode udvekslede han en del breve med George Washington om landbrug, blandt andet sendte Washington ham en pamflet om dyrkning af kartofler.
Fra oktober 1781 til juni 1783 fungerede Livingston som USA's første udenrigsminister samtidigt med, at han fungerede som kansler i New York og dermed statens øverste juridiske embedsmand.
Han var fortaler for New Yorks forfatning, og i 1788 var han delegeret i statens kongres, der blev afholdt i Poughkeepsie, med formål at vedtage denne forfatning. Den 30. april 1789 var det Livingston, som George Washington aflagde præsidenteden til, som den første og eneste præsident, der har aflagt eden i New York, der i denne periode var USA's hovedstad.
Livingston var medlem af Frimurerordenen, og i 1784 var han blevet ordenens første Stormester i New York. Denne titel bevarede han indtil 1801. Frimurerlogen St. Johns Lodge i New York ejer stadig den bibel, som Livingston brugte, da George Washington aflagde ed som præsident. Biblen bruges i dag når nye stormestre aflægger ed. Efter anmodning udlånes den også, når USA's præsidenter skal aflægge ed.
I 1798 var Livingston kandidat til posten som guvernør i New York som antiføderalist, men han tabte valget til John Jay, som, han tidligere havde haft advokatpraksis sammen med. De var ikke mindst uenige om forholdet til Frankrig. Livingston var i lighed med blandt andre Thomas Jefferson og vicepræsident Aaron Burr, overbevist om, at USA skulle forsøge at bevare et godt forhold til Frankrig. Jay og andre traditionalistiske føderalister var uenig i denne holdning.

## Ambassadør i Frankrig
I 1801 afslog han en udnævnelse som Flådeminister i USA, og i stedet udnævnte præsident Thomas Jefferson Livingston til USA's ambassadør i Frankrig, en post Jefferson selv tidligere havde bestredet og som George Washington havde tilbudt Livingston allerede i 1794 – hvor han dog afslog tilbuddet.
Men han var i Frankrig, blev han af Jefferson bedt om, sammen med senere præsident James Monroe, at forhandle med Napoleon om USA's køb af byen New Orleans fra Frankrig. Napoleons udenrigsminister, Talleyrand, var i mod salget, og Livingstons franske rådgiver, Pierre du Pont de Nemours, foreslog, at USA i stedet skulle købe hele Louisiana-territoriet af Frankrig. Dette var såvel Frankrig ,som Thomas Jefferson og en del amerikanske borgere, især i de magtfulde nordøstlige stater i mod, men i 1803 endte det alligevel med, at Livingston kunne underskrive en traktat med Frankrigs finansminister om overdragelse af Louisiana-territoriet til USA mod en godtgørelse på 15 millioner dollars.
Efter denne handel udtalte Livingston: "We have lived long, byut this is the noblest work of our whole lives…The United States take rank this day among the first powers of the world." .Med købet af Louisiana havde USA næsten fordoblet sit daværende territorium. I 1804 vendte Livingston igen tilbage til USA. Samtidigt trak han sig tilbage fra det offentlige liv.

## Dampskibsdrift
Allerede før han tog til Frankrig havde han interesseret sig meget for sejlads med damp som drivmiddel, og han havde fået monopol på dampskibssejlads i staten New York. Han hjalp sin svoger, John Stevens, med dennes eksperimenter og i Frankrig mødte han ingeniøren Robert Fulton, som han tog under sine vinger. Sammen lavede de forsøg med en hjuldamper på Seinen i 1802. Livingston støttede op om og var en væsentligt faktor i forbindelse med gennemførelsen af Fultons planer om at bygge et kommercielt dampdrevet skib. I 1803 fik han sammen med Fulton fornyet sit monopol på dampskibsdrift i New York, og i 1807 havde North River Steamboat sin debutsejlads på Hudsonfloden. Livingston var selv med på turen. Båden forlod New York og gjorde et kort stop ved Livingstons residens, Clermont. 60 timer senere nåede den Albany, en rejse der tidligere havde taget over en uge med sejlskib. Byen Clermont blev senere bådens hjemby, og den fik selv navnet Clermont. Fulton blev senere gift med Livingstons niece. Sammen kontrollerede Fulton og Livingston dampskibsruten mellem New York City og Albany til Livingstons død, og de havde endog ret til at opbringe alle dampskibe, der sejlede uden licens i hele staten New York.

## Senere liv og død
Efter at have trukket sig tilbage fra det offentlige liv fokuserede Livingston igen meget på at forbedre forskellige landbrugsmetoder, og han var en varm fortaler for brugen af gips som gødningsmiddel og han udgav et "Essay on Sheep" i 1809.
Livingston var en af grundlæggerne af "The New York Society for the Promotion of Arts, Agriculture and Manufacturers" og han havde amerikanske patenter på en række opfindelser, blandt andet på en opfindelse, der skulle reducere friktionen på drivakslen på møllesten samt på en metode til at fremstille papir af tang fra floder. Desværre var han ikke selv særligt teknisk begavet, så de færreste af hans opfindelser virkede..
Livingston døde den 26. februar 1813 i Clermont og er begravet i landsbyen Tivoli i New York. Hans statue står i National Statuary Hall i Capitol bygningen i Washington D.C. som en af de to personer, der repræsenterer staten New York.

## Eksterne referencer
- Om Robert Livingston på Encyclopedia of World biograpy
- Om Liviingston fra US History.org